# Emílio de Lonneberga
Emílio de Lonneberga é uma serie de livros para crianças da autoria de Astrid Lindgren, consistindo em 12 livros escritos entre 1963 e 1997. Emílio, a personagem principal, é uma criança endiabrada que vive numa quinta no distrito de Lönneberga, em Småland, na Suécia.

## Sinopse
Emílio Svensson, de 5 anos, vive com a sua família numa quinta chamada Katthult. Tem cabelo louro, olhos azuis e parece um anjo, mas não é, pois tem uma capacidade prodigiosa para se meter em sarilhos. Emílio não é mau, mas não pensa nas consequências dos seus actos. Por exemplo, ele oferece comida - que era para ser o jantar dos parentes que vão chegar em breve para visitar a família - aos pobres, porque, no seu ponto de vista, eles precisam mais. De cada vez que Emílio prega uma "partida", ele foge do pai trancando-se na cabana das ferramentas. Isto não é um grande castigo para Emílio, que gosta de se sentar na cabana a esculpir figuras de madeira, uma por cada "estadia". Ele acaba por acumular 369 figuras, menos uma que a sua mãe enterra porque afirma que se assemelha demasiado ao pároco da comunidade.
Os seus pais são Anton e Alma Svensson, Ida é a pequenina irmã - uma criança muito bem comportada, ao contrário dele. Ela tentou pregar partidas como o irmão porque queria ir para a cabana, que ela pensa que é acolhedora, mas não conseguiu. O seu pai, em particular, zanga-se frequentemente com o filho, apesar que se vê muitas vezes que ele continua a gostar muito do filho quando ele não prega partidas. A sua mãe, contudo, adora o seu rapaz e costuma dizer, "Emílio é um bom rapazinho, e nós gostamos muito dele tal como ele é." Ela também anota todas as coisas más que Emílio faz, num caderno azul, apesar de que esse caderno azul acaba por se expandir para vários cadernos azuis. Alfredo é o ajudante da família na quinta, e Lina a criada da família. Alfred, que adora crianças, é o melhor amigo de Emílio, ao contrário de Lina que não simpatiza com o rapaz. Ela está apaixonada por Alfred e atormenta-o com os seus desejos de casar com ele, um assunto que Alfred prefere evitar.
O pai de Emílio é caracterizado como um típico habitante de Småland - por exemplo, ele não gosta de gastar dinheiro. Na Suécia, isto é encarado como sendo característico das pessoas de Småland. A Igreja é muito respeitada, e o pároco é uma visita frequente. Beber álcool e praguejar são estritamente proibidos na casa dos Svensson. O livro dá uma imagem vívida da vida diária dos agricultores suecos no início do século XX.